# Juan de la Roca y Cuadros
Juan de la Roca y Cuadros (Nuestra Señora de la Asunción de Panamá, 1545 - Asunción de Popayán, 7 de septiembre de 1605) fue un prelado y fiscal católico español. Cuarto Obispo de Popayán (1599-1605).

## Biografía
Juan de la Roca y Cuadros (o Quadros, según otras fuentes) nació en la antigua Ciudad de Panamá hacia el año de 1545 en el seno de una familia conformada por el conquistador Andrés de la Roca y Catalina de Cuadros (aunque siempre se creyó que había nacido en Lima, capital del Virreinato del Perú, se ha demostrado ser una creencia errónea).
Sin embargo, al poco después pasó a residir con su familia a la importante Ciudad de los Reyes, donde al pasar del tiempo fue designado como capitular del cabildo eclesiástico de Lima y es en este punto que se le nombró como fiscal durante el Tercer Concilio de Lima (o III Concilio Limense) convocado por el arzobispo santo Toribio de Mogrovejo en 1581, y duró del 15 de agosto de 1582 al 18 de octubre de 1583,en el que se trataron ciertas irregularidades en la evangelización de los indígenas.

### Episcopado
El 19 de julio de 1599, el papa Clemente VIII lo designó como nuevo Obispo de Popayán en sustitución de Domingo de Ulloa quien había sido trasladado a Michoacán, por lo que el santo arzobispo Toribio le consagró como prelado ese mismo año en Lima, emprendiendo el largo viaje a su diócesis.
Ya habiendo tomado posesión de su sede episcopal, rápidamente continuó con las obras de la segunda catedral que iniciaron sus predecesores, no obstante, por lo que más es recordado este obispo fue por haber promovido la construcción del hospital de Santa María Magdalena, en las inmediaciones de la inacabada Catedral, siendo el primero que tuvo la ciudad.
Con el tiempo, la iglesia anexa al hospital sirvió como base para fundar una casa seminario para colegiales en el año de 1618 por orden del cabildo eclesiástico, el germen del futuro Real Seminario de San Francisco de Asís de Popayán establecido por el obispo Francisco de la Serna y Rimaga en 1642 y del posterior Seminario Menor Arquidiocesano que actualmente es el que sigue en operaciones en la arquidiócesis.
Finalmente, el obispo Juan de la Roca falleció en Popayán el 7 de septiembre de 1605 tras haber regentado la diócesis durante 6 años,sus restos se cree que fueron sepultados en la antigua segunda catedral de Popayán, por desgracia este recinto fue demolido tras los embates del terremoto del 2 de febrero de 1736, sobre el que se levantó el actual templo catedralicio.